# Sanel Kapidžić
Sanel Kapidžić (* 14. April 1990 in Sarajevo, SFR Jugoslawien, heute Bosnien-Herzegowina) ist ein dänisch-bosnischer Fußballspieler.

## Verein
Sanel Kapidžić begann mit dem Fußballspielen bei Galten FS, ehe er weiter in die Jugendabteilung von Aarhus GF wechselte. Im Januar 2009 wurde er in die Profi-Mannschaft von Aarhus GF hochgezogen und unterschrieb einen Profi-Vertrag. Am 31. Mai 2009 gab er sein Debüt in der SAS-Liga. Bei der 1:2-Niederlage gegen Vejle BK stand Kapidžić in der Startelf und wurde nach 64 Minuten ausgewechselt. In der folgenden Saison kam er zu elf Einsätzen. Dabei kam Sanel Kapidžić auch zu seinem allerersten Tor als Profi, welches er bei der 1:2-Niederlage gegen Silkeborg IF schoss. Den Abstieg von Aarhus GF in die zweite dänische Liga, die Viasat Sport Division, konnte Kapidžić nicht verhindern. Nach dem direkten Wiederaufstieg ein Jahr später wurde er weiter an den FC Fredericia verliehen und später fest an den FC Fyn abgegeben. Dann ging er weiter nach Norwegen und spielte dort für den SK Vard Haugesund, Mjøndalen IF sowie Fredrikstad FK. Die Hinrunde der Saison 2017/18 verbrachte Kapidžić beim polnischen Erstligisten Korona Kielce, absolvierte dort vier Ligapartien (2 Tore) und ging erneut nach Norwegen zu Sandnes Ulf in die zweitklassige OBOS-ligaen. Seit Anfang 2021 ist er wieder in Dänemark aktiv und spielt für den Amateurverein Vatanspor, einem Stadtteilklub aus Aarhus.

## Nationalmannschaft
Einladungen zur dänischen U-21-Nationalmannschaft lehnte Kapidžić stets ab, mit der Begründung für Bosnien-Herzegowina spielen zu wollen.

## Sonstiges
Sanel Kapidžić wurde in Sarajevo geboren, emigrierte aber in früher Kindheit mit seinen Eltern nach Dänemark und wuchs in  Galten, einem Ort unweit von Aarhus, auf.